# مورغان بايج
مورغان ولف بايج (Morgan Wolf Page) أو فقط مورغان بايج (Mirgan Page)  من مواليد 31 ماي 1981.هو دي جي مختص في موسيقى الهاوس الإلكترونية و منتج أمريكي رشح مرتين للفوز بجوائز الغرامي (بالإنجليزية: Grammy awards)‏.

## روابط خارجية
- مورغان بايج على موقع ميوزك برينز (الإنجليزية)
- مورغان بايج على موقع أول ميوزيك (الإنجليزية)
- مورغان بايج على موقع ديسكوغز (الإنجليزية)